# いろとりどりのセカイ
『いろとりどりのセカイ』は、FAVORITEより2011年7月29日に発売されたPC用18禁美少女アドベンチャーゲーム。
2012年8月31日には、ファンディスク『いろとりどりのヒカリ』が発売された。また2013年7月26日には、本編とファンディスクを同梱した『いろとりどりのセカイ WORLD'S END COMPLETE』が発売された。
2015年3月19日にはdramatic createより、本編とファンディスクの内容を収録したPlayStation Vita版『いろとりどりのセカイ WORLD'S END -RE:BIRTH-』が発売された。
2015年7月24日には二階堂真紅のその後を描いた「紅い瞳に映るセカイ」が発売された。
2022年9月30日には本編とファンディスクのフルHDリマスター版『いろとりどりのセカイ HD Re:GENERATION』が発売された。

## 概要

### いろとりどりのセカイ
自分の記憶を代償に全ての傷を癒す力を持つ主人公が、現実世界と異世界とを行き来しながら、自分の探しものやヒロイン達の問題に向き合っていくファンタジーストーリーである。
『星空のメモリア -Wish upon a shooting star-』製作中の2009年に、ディレクターの水間ホシひととシナリオの漆原雪人の間で本作品の企画が始まった。漆原による当初の企画はノベル風の伝奇物だったが、2人の相談の中で魔法使いの真紅のキャラクターや異世界を行き来する設定が生まれ、2010年1月の『星空のメモリア Eternal Heart』発売後に製作が開始された。

### いろとりどりのヒカリ
本編発売直後の2011年8月頃から水間と漆原の2人でファンディスクの企画が始まり、冬の前にシナリオがまとまってきたため、本格的に絵や演出の製作に入った。漆原は本編製作時から（本編ではサブキャラクターだった）藍のストーリーをきちんと書きたいと思っており、ファンディスクで形にできて嬉しかったという。
萌えゲーアワード2012にて、純愛系作品賞・ファンディスク賞部門の金賞を受賞した。

### いろとりどりのセカイ WORLD'S END -RE:BIRTH-
『ファミ通』2015年3月26日号にて『いろとりどりのセカイ WORLD'S END -RE:BIRTH』のレビューが掲載された。4人のレビュアーがそれぞれ7, 8, 7, 6点をつけ、40点満点中28点を得た。世界観・設定に対して「複雑な世界設定や、登場人物の謎が明らかになる過程は興味深く読める」「異世界や魔法などをテーマにした世界観はおもしろい」「世界観やキャラの設定やセリフの言い回しに非常にクセがあり、好き嫌いがはっきりと分かれる」などの指摘があった。文体に関しては好き嫌いが分かれそうとの指摘が2人のレビュアーからなされ、シナリオに関しては個別ルートに入るまでが長い、共通ルートが盛り上がりに欠けるなどの言及があった。

### 紅い瞳に映るセカイ
2015年4月3日に『TG Leaks』で発表され『いろとりどりのセカイ』シリーズのメインヒロイン・二階堂真紅のその後の物語を中心としたアフターファンディスクである。

## あらすじ

### いろとりどりのセカイ
（出典：）
鹿野上悠馬は魔法使いの真紅から“他者の傷を癒す”能力を与えられ、学生寮・嵐山荘（あらしやまそう）の地下室から異世界へと行き来しながら、依頼主を束縛や危機から自由にする「逃がし屋」の仕事をしている。灯台から飛び降りた所を助けた加奈、幼なじみの澪、嵐山荘の住人達、そして異世界の者達と過ごす日々の中で、悠馬は彼らの問題に向き合い、自分の大切な“約束の場所”や失われたものを探していく。

### いろとりどりのヒカリ
（出典：）
本編のヒロイン5人のアフターストーリー＋藍をヒロインとしたストーリー（計6本）が、オムニバス形式で収録されている。
FDではあるが、実質的な続編となっている。

### 紅い瞳に映るセカイ
（出典：）
鹿野上悠馬と二階堂真紅、そして２人のかわいい宝物、二階堂青空はほんのひと時、学生寮『嵐山荘』に身を寄せることとなった。時を同じくして、学生寮にいたメンバーも集まり、さらに新しい顔も加わり、同じ屋根の下でひとつの季節を共に過ごすことになる。

## 登場人物
（出典：）

### 主人公
鹿野上 悠馬（かのうえ ゆうま）
T173cm　12月24日生まれ/血液型AB　好きなもの：食事、睡眠　苦手なもの：日記を書くこと　好きな食べ物：何でも食べる　嫌いな食べ物：特になし
本作品の主人公。涼風（すずか）学園2年。明るくお人好しだが、面倒くさがりなところがある。学園の授業はサボってばかりで成績は悪い。風津ヶ浜（かざつがはま）の街外れにあるアパートで一人暮らしで、嵐山荘に始終出入りして食事作りなどをしてきたが、物語開始後に時雨からの依頼で嵐山荘の管理人代理となる。
幼い頃に魔法使いの真紅に出会い、他者の傷（外傷や心の傷）を癒す“完全治癒能力”を与えられた。力を使うと副作用としてアトランダムに記憶の一部を失うが、真紅が用意した日記帳に書いた事柄は決して忘れないため、毎晩真紅にせっつかれて日記を書いている（本人は日記を書くのが苦手）。癒しの能力を活かし、夜な夜な嵐山荘の地下室から異世界へ行き来して、鈴・時雨と共に「逃がし屋」の仕事をしており、そのせいでよく昼間の授業をサボって寝ている。また、真紅と出会う前の記憶は無く、物心付いた時には1人だった。よく夢に見る“空から真っ白な羽根が降る、約束の場所”を、異世界を渡り歩きながら探している。

### ヒロイン
二階堂 真紅（にかいどう しんく）
声：澤田なつ
T141/B73/W51/H75　7月21日/B　好きなもの：クラシック音楽、犬　苦手なもの：子供　好きな食べ物：ホットケーキ、ブラックコーヒー　嫌いな食べ物：甘い物
悠馬に取り憑く魔法使い。悠馬の目には半透明な姿で見えるが、他の人には見えない。神出鬼没で、いつも学生服の上に白衣を羽織っている。外見は幼く、少年のような口調だが、言動や考え方は大人びて科学者然としていて非常に冷静。“恋をする”という目的のために悠馬に取り憑き“完全治癒能力”を与えたが、力を使う度に宿主である悠馬の記憶をすり減らしてしまうことを気にしており、乱用を戒めている。また彼女自身も悠馬と出会う前の記憶ははっきりしていない。悠馬に対しては、悠馬よりも年上だからという理由で年上ぶろうとしている節が時々見られる。
観波 加奈（みなみ かな）
声：外屋舞美
T159/B85/W56/H86　6月7日/AB　好きなもの：可愛い洋服、食事の時間　苦手なもの：暇　好きな食べ物：ショートケーキ　嫌いな食べ物：特になし
学園2年。満月の夜に灯台から飛び降りた所を悠馬に助けられた、正体不明な少女。素直で人の言うことを信じやすくおっちょこちょい。悠馬とは幼い頃に一度会っており、その時の“約束”を頼りに彼を探して風津ヶ浜へやってきたという（しかし悠馬の記憶には無い）。行き場が無いため嵐山荘101号室へ入居し、時雨の手配で涼風学園の悠馬の隣のクラスへ編入する。嵐山荘では鈴からもらったメイド服を着て寮全体の家事に従事するも、掃除・洗濯は得意だが料理は苦手。悠馬のことを「旦那様」、自分を「嫁」「専属メイド」と呼ぶなどとても慕っている。
如月 澪（きさらぎ みお）
声：加乃みるく
T156/B77/W54/H79　1月27日/A　好きなもの：家事全般　苦手なもの：騒がしい音楽　好きな食べ物：あんまん、緑茶　嫌いな食べ物：炭酸飲料
学園2年。悠馬の幼なじみで同級生。成績優秀の優等生で、日頃からあれこれ悠馬の世話を焼いており、周囲からは悠馬の保護者と認識されているが本人は不満らしい。悠馬の周りに可愛い女の子が増えたのが気に入らず、特に加奈を警戒して物語開始後に嵐山荘102号室へ引っ越す。料理が得意で、寮の住人のご飯やお弁当作りを一手に担っている。悠馬のことは「悠馬」と呼び捨てにしている。
敷島 鏡（しきしま きょう）
声：杏子御津
T152/B88/W56/H87　5月1日/AB　好きなもの：ゲーム、アニメ、寝ること　苦手なもの：面倒なこと　好きな食べ物：悠馬の作った食事なら何でも　嫌いな食べ物：野菜
嵐山荘103号室・通称「開かずの間」に住む。行動が天然で妄想が激しく、悠馬を「お兄ちゃん」と呼んで懐いている。自室に引きこもってマンガ・アニメ・ゲームに熱中する生活をしており、陽に当たるのが苦手で色白。しかし悠馬と出会ってから少しずつ変化し、部屋を出て寮生達と食事を摂り、外出もするようになる。人混みが苦手。
東峰 つかさ（とうみね つかさ）
声：藤森ゆき奈
T146/B72/W52/H73　12月1日/O　好きなもの：金運アップのグッズ、招き猫、お風呂　苦手なもの：病気、痛いこと　好きな食べ物：食パンの耳を揚げた物　嫌いな食べ物：燻製
学園1年3組。嵐山荘201号室に入った新人。何事もポジティブで一生懸命だが、思い込みが激しく、空回りして何もない所で転んだり不幸な目に遭うことも多い。バイトで学費と生活費を稼ぐ貧乏学生で、質素倹約な生活を送り、悠馬や時雨の援助の申し出も強く遠慮して断っている。悠馬のことを「お兄さん」や「○○の神様」と呼んで尊敬している。

### サブヒロイン
二階堂 藍（にかいどう あい）
声：美波りお
T141/B71/W51/H74　7月21日/B　好きなもの：悠馬、バイク　苦手なもの：なし　好きな食べ物：お味噌汁　嫌いな食べ物：苦い物
真紅の双子の妹。体は小さいがパワフルで、困っている人や悲しんでいる人を笑顔にするのが信念。
小柄な身体に合わず、ものすごいバイタリティを持つ。
泣いている子を見みつけたら、世界の果てでも飛んで行っていしまう。
※本編ではサブキャラクターだったが、「いろとりどりのヒカリ」でヒロインに昇格した。

### サブキャラクター
夏目 鈴（なつめ すず）
声：相葉茉美
T164/B89/W58/H86　?/B　好きなもの：インターネットショッピング、読書、ゴロゴロする事　苦手なもの：スケジュール管理、神経質なヤツ　好きな食べ物：ラーメン、甘口カレー、主に一人暮らしに最適なインスタント食品　嫌いな食べ物：辛いもの
嵐山荘の202号室に住む、自称「二十二歳」の社会人。自由気ままでイタズラ好き。活字中毒でネット通販などで大量の本を買いこむため、部屋は本で埋まっている。逃がし屋のプロで悠馬の師匠だが、普段の言動は子どもで悠馬に甘えたりからかったりしている。
一之瀬 あゆむ（いちのせ あゆむ）
声：神村ひな
T160　?/AB　好きなもの：勉強すること　苦手なもの：特になし　好きな食べ物：特になし　嫌いな食べ物：特になし
学園2年。悠馬のクラスに入ってきた転校生で、嵐山荘の203号室へ入居した。無口であまり感情を表に出さず、風貌が中性的でよく女の子に間違えられる。
霧島 時雨（きりしま しぐれ）
声：氷河流
T180　?/B
嵐山荘の管理人。いつも微笑みを絶やさない心優しい人物で、問題を抱えた人を見つけては嵐山荘に住まわせている。“胡蝶の式”を使った失せ物探しを得意とし、逃がし屋の仕事でも危機にさらされた者を式で探知している。
蓮（れん）
声：宇佐美みもえ
T112/B62/W42/H59　?/B　好きなもの：花火、キラキラ光るもの、お母さん　苦手なもの：留守番　好きな食べ物：油揚げ、お菓子　嫌いな食べ物：特になし
異世界・商人の町に住む妖狐の女の子で、占い師・白の娘。悠馬を「お兄ちゃん」と呼んで懐いている。人見知りが激しく、何かあるとすぐに白や悠馬の後ろに隠れてしまう。
白（はく）
声：石川乃奈
T155/B88/W56/H85　?/O　好きなもの：人間、晴天、蓮　苦手なもの：雨　好きな食べ物：緑茶　嫌いな食べ物：コーヒー
異世界・商人の町に住む妖狐。職業は占い師。蓮の母親で娘を溺愛している。商人の町とは違う世界にある、人を忌み嫌う妖狐の里の出身だが、彼女自身は非常に人間が大好き。母子で嵐山荘へ遊びに来ることもある。
神埼 とおる（かんざき とおる）
声：小友わかば
T159/B81/W56/H80　?/B　好きなもの：歌、映画（特にホラーなど）、澪　苦手なもの：男の子　好きな食べ物：食べられるものなら全部　嫌いな食べ物：なし
魔法使い。言葉の力を使い、自分を虐めた人間に仕返ししている。
敷島 蓮也（しきしま れんや）
声：しょにー小倉
鏡の兄。盲目で体が弱いが、太陽のような笑顔でいつも微笑んでいる。

## 「紅い瞳に映るセカイ」からの登場人物
（出典：）
二階堂 青空（にかいどう そら）
声：美波りお
T106/B53/W42/H55　4月30日/B　好きなもの：パパとママ、パパとママに誕生日に買ってもらったポシェット　苦手なもの：ひとりぼっち　好きな食べ物：ママのホットケーキ　嫌いな食べ物：ピーマン
悠馬と真紅の一人娘。悠馬と真紅が大好きで、とくに父親である悠馬にはべっとりで大好きな悠馬のためには何でもできるし、何でもしたいと思っている。
藍から引き継いだ笑顔の魔法は今も健在でいつでも明るく元気に過ごし、真紅と悠馬を照らしている。
敷島　苺（しきしま　いちご）
声：御苑生メイ
T139/B74/W51/H76　5月20日/o　好きなもの：特にいけめん　いけめんとえっちすること　苦手なもの：女　好きな食べ物：味の濃いもの、勢力が付くもの　嫌いな食べ物：味が薄いもの、薬膳料理
霧島鏡の祖母。年齢不詳。　外見は年端もいかない童女だが、自他ともに認める肉食系。死んだおじいさんに似ているという理由から隙あらば悠馬とえっちなことしようよ狙っている。
ひょんなことから悠馬たちが合宿中、彼女も学生寮で寝起きすることとなった。
鏡に勧められたえっちなゲームにハマり中。

## 世界観・用語
（出典：）
風津ヶ浜（かざつがはま）
本作品の主舞台。海と山に囲まれた、過疎化が進む田舎の港町。山には風力発電の風車が立ち並び、町の電力需要の半分を担っている。
涼風学園（すずかがくえん）
風車が立ち並ぶ丘の上に建つ学園。悠馬やヒロイン達が通う。屋上からは町が一望できる。
嵐山荘（あらしやまそう）
時雨が個人経営する古い木造の学生寮。元々は旅館だったらしい。地下室からは柱時計を使って異世界へ移動できる。
異世界
嵐山荘の地下室から移動できる世界。地下室にある柱時計の針を特定の時刻に合わせ、地下室の扉を開くと、合わせた時刻によって選ばれた異世界へつながる。それぞれの世界によって様々な人間や妖怪達が住み、現実世界とは違う不思議な現象も起きる。膨大な時刻の組み合わせ＝多くの異世界を渡り歩きながら、悠馬と真紅は“約束の場所”を探している。
商人の町
異世界の一つ。嵐山荘地下室の柱時計を二時四十五分に合わせるとつながる世界。立ち並ぶ露店では、人間には作れない物、人間界では手に入らない物などが安価に並んでいる。妖狐の白と蓮が住む。
式（しき）
時雨が使役する式神で、探し物の在処を教えてくれる胡蝶（光の蝶）。霧島家の家系では多くの人がこの術式を使えるらしい。
逃がし屋（にがしや）
悠馬・鈴・時雨が従事する、“依頼人の立場や心を不自由な状態に追いつめる全てのものから解放する”仕事。“こちら側”＝現実世界の人間相手の仕事は、3人の生活が成り立つ程度の収入源になっている。一方“あちら側”＝異世界での仕事は、“セカイの果て”へ連れ去られようとする者達を嵐山荘の敷地内まで逃がすのが目的だが、成果は全く上がっていない。

## スタッフ
（出典：）

### いろとりどりのセカイ
- シナリオ：漆原雪人
- キャラクターデザイン・原画
  - 司田カズヒロ（二階堂真紅 / 観波加奈 / 如月澪 / 一之瀬あゆむ / 夏目鈴 担当）
  - なつめえり（敷島鏡 / 蓮 / 白 担当）
  - GT（東峰つかさ / 神埼とおる 担当）
  - CHAN×CO（SD原画 担当）
- 音楽：忍
- CGチーフ：氷山あずき
- 背景＆イメージボード：T
- ディレクター：水間ホシひと

### いろとりどりのヒカリ
- シナリオ：漆原雪人
- キャラクターデザイン・原画：司田カズヒロ、なつめえり、GT、みなみ（SD原画）
- 音楽：忍
- CGチーフ：氷山あずき
- ディレクター：水間ホシひと

### 紅い瞳に映るセカイ
- シナリオ：漆原雪人
- キャラクターデザイン・原画：司田カズヒロ、なつめえり、GT
- SDキャラ：ミズタマ
- 音楽：忍
- CGチーフ：氷山あずき
- ディレクター：水間ホシひと

## 主題歌

### いろとりどりのセカイ
オープニングテーマ『アレセイア』
歌：eufonius、作詞：riya、作編曲：菊地創
エンディングテーマ1『君に逢えたから』
歌：eufonius、作詞：riya、作編曲：菊地創
エンディングテーマ2（グランドED）『サンクチュアリ』
歌：澤田なつ、作詞：澄田まお、作曲：WACHA、編曲：忍

### いろとりどりのヒカリ
オープニングテーマ『ヒカリ輝くセカイ』
歌：eufonius、作詞：riya、作編曲：菊地創
エンディングテーマ1『COLORFUL DAYS!!』
歌：Ceui、作詞：山本美禰子、作曲：Ceui、編曲：小高光太郎
エンディングテーマ2『アレセイア』
歌：eufonius、作詞：riya、作編曲：菊地創
グランドエンディングテーマ『永遠のヒカリ 〜Song of love to a blue sky〜』
歌：eufonius、作詞：山本美禰子、作編曲：菊地創

### 紅い瞳に映るセカイ
オープニングテーマ『. glowing world ～輝きの、セカイへ～』
歌：eufonius、作詞：riya、作編曲：菊地創
挿入歌1『サンクチュアリ』
歌：澤田なつ、作詞：澄田まお、作曲：WACHA、編曲：忍
挿入歌2『紅い瞳に映るセカイ』
歌：澤田なつ、作詞：漆原雪人、作編曲：忍
エンディングテーマ『アレセイア～crimson ver.～』
歌：eufonius、作詞：riya、作編曲：菊地創

## 関連商品
いろとりどりのセカイ オリジナルサウンドトラック
2011年8月10日発売。2枚組サントラにオープニングテーマのショートバージョンとエンディングテーマ2曲のフルバージョンを収録。
いろとりどりのヒカリ Theme Songs Plus
2012年9月5日発売。オープニングテーマ1曲とエンディングテーマ2曲、またそれぞれのオフボーカルバージョンを収録。
紅い瞳に映るセカイ Original Soundtrack Plus
2015年12月27日発売。追加のBGM、オープニングテーマのショートバージョンとフルバージョン、挿入歌2曲とエンディングテーマのフルバージョンを収録。
それに加えて新曲として「君に逢えたから -World's end love will last forever-」 （歌：eufonius/作詞：riya/作曲・編曲：菊地創）も収録されている。